# Kispest kocsiszín
A Kispest kocsiszín egy mára már megszűnt budapesti villamos kocsiszín volt.

## Története
Budapest a 19. század utolsó évtizedeiben jelentős fejlődést élt át, az ekkor létesült HÉV-vonalak számára több esetben is a fővároson kívül létesítettek járműtelepet. Az 1887-ben megnyílt Kispest kocsiszínt a BLVV építette az akkor még önálló Kispesten, a századfordulóig gőzvontatású HÉV-vonatokat tároltak itt. A többi, ekkoriban épült kocsiszínhez hasonlóan eklektikus stílusban tervezték meg, jellegzetes, téglaburkolatos épületként. 1947-ben itt történt a fővárosi villamosközlekedés legnagyobb kárral járó eseménye: a július 4-én hajnalban keletkezett tűzben 78 jármű égett le, az épület is jelentősen károsult, a mentésben két ember megsérült. A leégett épületrészt a következő évben kisebb befogadóképességgel újjáépítették. A kocsiszín 90 éven át működött, az utolsó évtizedben a 13-as, 24-es, 40-es, 51-es, és 51A villamosvonalat látta el. Az M3-as metróvonal megnyitásával feleslegessé vált, a vonalhálózat csökkenése miatt szerepét 1977 januárjától a környező kocsiszínek vették át. Más, bezárt kocsiszínektől eltérően nem bontották el, először leselejtezett villamosok tárolására használták, majd a pályafenntartási üzemegység költözött ide. 1999 tavaszán felújították és élelmiszerüzletet hoztak benne létre.

## Videó
- A kispesti kocsiszín nyomai – Youtube.com, 2018. szept. 23.